# وارد هنت
وارد هنت (بالإنجليزية: Ward Hunt)‏ هو قاضي ومحامي وسياسي أمريكي، ولد في 14 يونيو 1810 في أوتيكا في الولايات المتحدة، وتوفي في 24 مارس 1886 في واشنطن العاصمة في الولايات المتحدة. حزبياً، نشط في الحزب الجمهوري والحزب الديمقراطي. وقد انتخب عضو جمعية ولاية نيويورك وانتخب معاون قاضي في المحكمة العليا للولايات المتحدة (11 ديسمبر 1872 – 27 يناير 1882).